# Claws de Baltimore
Les Claws de Baltimore (en anglais : Baltimore Claws), plus connus anciennement sous le nom des Sounds de Memphis (en anglais : Memphis Sounds) sont un club franchisé américain de basket-ball de la ville de Baltimore faisant partie de l'American Basketball Association. La franchise a disparu en même temps que la ligue (celle-ci fusionnant avec la NBA en 1976) sans avoir jamais joué sous ce nom à Baltimore.

## Historique

### Les débuts à la Nouvelle-Orléans
Emmenés pas Babe McCarthy les Buccaneers (ou Bucs) vont réussir le tour de force de recruter Larry Brown pourtant convoité par la NBA. La franchise évoluait alors en rouge, blanc et bleu.
En août 1970 la franchise décide de changer de nom pour celui des Buccaneers de la Louisiane. La raison étant le projet de disputer ses matches à domiciles de la saison 1970-71 dans différentes villes de Louisiane. Finalement la franchise déménagera avant le début de la saison pour  Memphis.

### Devenus les Sounds

Le logo des sounds

### 1975: Claws de Baltimore
En 1975 la franchise déménage pour le Maryland et change de nom pour devenir les Hustlers de Baltimore qui jouera 3 matches de pré-saison (deux contre les Squires de la Virginie et un contre les 76ers de Philadelphie). La ABA étant contre ce nom, la franchise prévoit de participer à cette saison 75/76 sous le nom des Claws de Baltimore. La franchise, en proie a des problèmes financiers ne débutera pas ladite saison. Peu de temps après ce sont les Sails de San Diego puis les Stars de l'Utah qui ne terminent pas cette saison, qui sera finalement la dernière de la ABA.

## Noms successifs
- 1967-1970 : Buccaneers de la Nouvelle-Orléans puis Buccaneers de la Louisiane
- 1970-1972 : Pros de Memphis
- 1972-1974 : Tams de Memphis
- 1974-1975 : Sounds de Memphis
- 1975 : Hustlers de Baltimore puis Claws de Baltimore

## Entraîneurs successifs
- 1967-1972 :  J.H. (Babe) McCarthy
- 1972-1973 :  Bob Bass
- 1973-1974 :  Butch van Breda Kolff
- 1974-1975 :  Joe Mullaney

## Joueurs célèbres ou marquants
- Larry Brown
- Jimmy Jones

## Sources et références
1. ↑  (en) Historique